# Nicéphore Niépce
Nicéphore Niépce (7 tháng 3 năm 1765 – 5 tháng 7 năm 1833) là một nhà phát minh người Pháp, được biết đến như một trong những người phát minh công nghệ chụp ảnh và là một nhân vật tiên phong của lĩnh vực này.
Bức ảnh Nicéphore Niépce chụp một bản khắc kim loại với hình vẽ một người dắt ngựa vào năm 1825 ngày nay được biết đến như bức ảnh cổ nhất trên thế giới. Một năm sau đó, từ phòng làm việc của mình tại Saint-Loup-de-Varennes, Nicéphore Niépce thực hiện thành công bức ảnh cố định (permanent photograph) đầu tiên với tên La cour du domaine du Gras.
Nicéphore Niépce mất ngày 5 tháng 7 năm 1833 tại Saint-Loup-de-Varennes và được chôn cất tại đây.

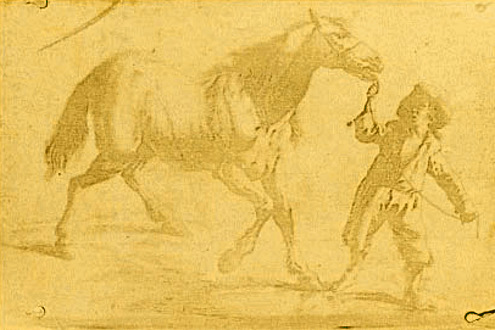
Bức ảnh đầu tiên, năm 1825

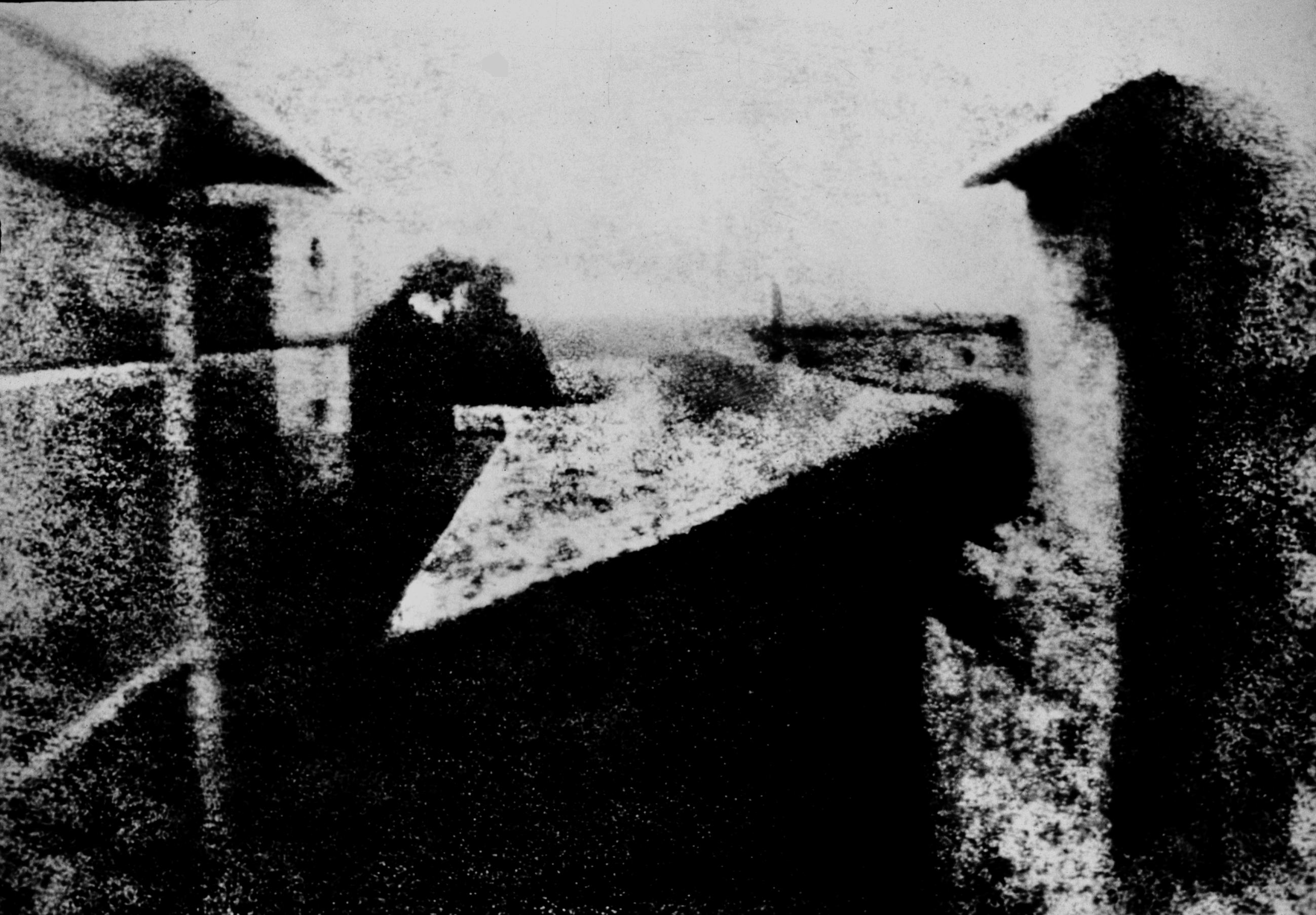
Bức ảnh cố định đầu tiên, năm 1826